# Alan Grodzinsky
Alan Grodzinsky est un chercheur américain en génie biomédical, directeur du Center for Biomedical Engineering du Massachusetts Institute of Technology (MIT).
Étudiant au MIT, il y effectua sa thèse en electrical engineering, qu'il soutint en 1974 sous la direction de James Melcher, et qui portait sur les membrane electromechanics. Il participe à la fondation de l'American Institute for Medical and Biological Engineering (en) en 1991, et obtint en 1994 une médaille du National Institutes of Health (NIH) pour ses travaux.
Professeur en génie électrique, mécanique et biologique, Grodzinsky travaille notamment sur le tissue engineering (aussi appelé médecine régénérative) et sur des traitements possibles de l'arthrose. Il est l'un des pionniers du génie biomédical et biologique, aux côtés de Leroy Hood (en), qui participa à l'invention du séquenceur d'ADN, et Robert Nerem.